# 소신옹주
소신옹주(昭信翁主, ? ~ 1437년 7월 27일(음력 6월 16일))는 조선의 옹주다. 태종의 11녀이자 서7녀이며, 어머니는 신빈 신씨이다.

## 생애
태종과 신빈 신씨(신녕궁주)의 다섯째 딸이며, 1428년(세종 10년), 유천군(柔川君) 변효순(邊孝順)과 혼인하여 1남 1녀를 두었다.
1437년(세종 19년) 사망하였다. 세종은 소신옹주가 죽자 이틀 동안 조회를 정지하고, 관곽(棺槨)과 쌀과 콩 합계 1백 석, 종이 1백 50권, 베 40필을 부의로 내려 주었다. 봉상시 소윤(奉常寺少尹) 변효문(卞孝文)에게 명하여 호상(護喪)하게 하고, 모든 상장의 여러 가지 일에 특별히 더 후하게 하였다.
소신옹주의 졸기

소신옹주가 죽으니 이틀 동안 조회를 정지하고,
관곽(棺槨)과 쌀과 콩 합계 1백 석, 종이 1백 50권, 베 40필을 부의로 내려 주었다.
옹주는 태종의 후궁 신녕궁주 신씨의 딸인데, 유천군(柔川君) 변효순(邊孝順)에게 시집갔었다.
태종이 사랑하였던 까닭으로 임금도 사랑하였다.
봉상시 소윤 변효문(卞孝文)에게 명하여 호상(護喪)하게 하고,
모든 상장의 여러 가지 일에 특별히 더 후하게 하였다.— 《세종실록》 77권, 세종 19년(1437년) 6월 16일(갑술)

## 가족 관계
- 아버지 : 태종(太宗, 1367 ~ 1422)
- 어머니 : 신빈 신씨(信嬪 辛氏, ? ~ 1435)
  - 오빠 : 함녕군(諴寧君, 1402 ~ 1467)
  - 오빠 : 온녕군(溫寧君, 1407 ~ 1454)
  - 언니 : 정신옹주(貞信翁主, ? ~ 1452)
  - 언니 : 정정옹주(貞靜翁主, 1410 ~ 1456)
  - 언니 : 숙정옹주(淑貞翁主, 생몰년 미상)
  - 언니 : 숙녕옹주(淑寧翁主, 생몰년 미상)
  - 여동생 : 소숙옹주(昭淑翁主, ? ~ 1456)
  - 여동생 : 숙경옹주(淑慶翁主, 1420 ~ 1494)

- 남편 : 유천위(柔川尉) 변효순(邊孝順, ? ~ 1457) - 원주 변씨
  - 장남 : 변치영(邊致英)
  - 장녀 : 김경달(金景逹)과 혼인